# 866-й истребительный авиационный полк
866-й истребительный авиационный Измаильский ордена Суворова полк (866-й иап) — воинская часть Военно-воздушных сил (ВВС) Вооружённых Сил РККА, принимавшая участие в боевых действиях Великой Отечественной войны.

## Наименования полка
За весь период своего существования полк своё наименование не менял:
- 866-й истребительный авиационный полк;
- 866-й истребительный авиационный Измаильский полк;
- 866-й истребительный авиационный Измаильский ордена Суворова полк;
- Войсковая часть (Полевая почта) 53893.

## История и боевой путь полка
866-й истребительный авиационный полк начал формироваться 17 апреля 1942 года при 6-м запасном истребительном авиаполку Приволжского военного округа в г. Рассказово Тамбовской области по штату 015/174 (20 самолётов в 2-х эскадрильях) на самолётах Як-1. Окончил формирование полк 31 мая 1942 года, после чего вошёл в состав 207-й истребительной авиационной дивизии 2-й воздушной армии Брянского фронта.

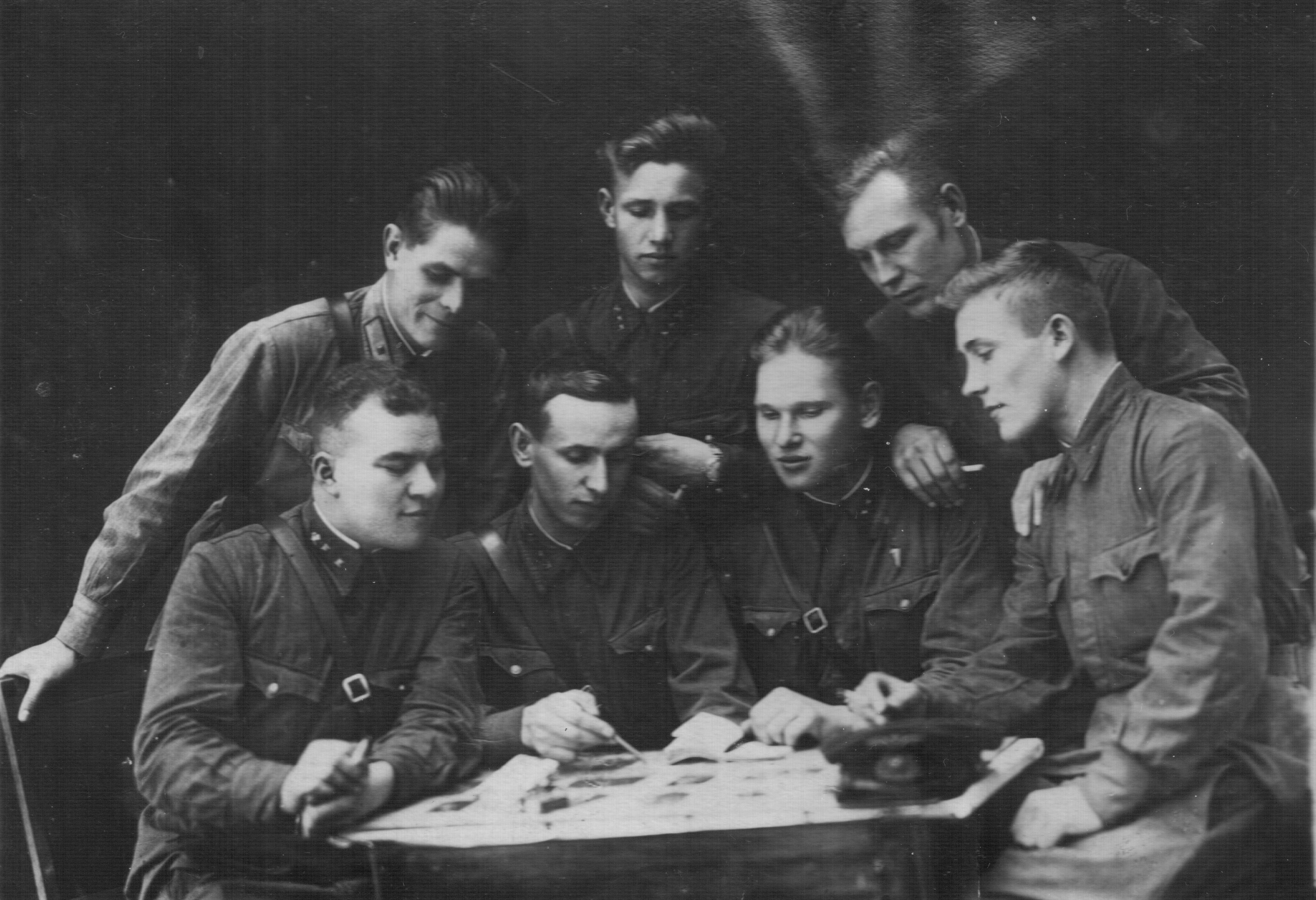
Формирование 866-го истребительного авиаполка, Рассказово, 01 декабря 1941 г., слева вверху Пономарёв Александр Степанович

Полк 4 июня 1942 года в составе 207-й истребительной авиационной дивизии 2-й воздушной армии Брянского фронта вступил в боевые действия против фашистской Германии и её союзников на самолётах Як-1.
Первая известная воздушная победа полка в Отечественной войне одержана 24 июня 1942 года: старший лейтенант Жило А. С. в паре с лётчиком 263-го иап в воздушном бою в районе с. Багримово сбил немецкий истребитель Ме-109 (Messerschmitt Bf.109).
В период боевых действий на Брянском фронте в ходе Воронежско-Ворошиловградской операции полк выполнил 569 боевых вылетов и потерял 11 лётчиков и 15 самолётов. После таких потерь 21 июля полк сдал 11 самолётов Як-1 в другие полки и убыл на доукомплектование в 4-й отдельный учебно-тренировочный авиационный полк 2-й воздушной армии Брянского фронта, где находился до сентября 1942 года. В сентябре убыл в 6-й запасной истребительный авиационный полк Приволжского военного округа в г. Рассказово Тамбовской области, где до октября 1942 года был переформирован по штату 015/284 (3 эскадрильи и 32 самолёта) и доукомплектован. В конце октября убыл на Юго-Западный фронт.
С 28 октября 1942 года полк приступил к боевой работе в составе 288-й истребительной авиационной дивизии 1-го смешанного авиационного корпуса, действовавшего в подчинении штаба 17-й воздушной армии Юго-Западного фронта.
С 24 марта по 3 мая 1943 года полк в составе 288-й истребительной авиационной дивизии 10-го смешанного авиационного корпуса находился в резерве СВГК в Михайловском районе Воронежской области. Боевой работы не вёл, занимался по плану учебно-боевой подготовки. С 5 мая полк убыл в 8-й запасной истребительный авиационный полк Приволжского военного округа на аэродром Багай-Барановка Саратовской области, где до 28 мая был доукомплектован самолётами Як-7б. С 31 мая 1943 года полк возобновил боевую работу в составе 288-й истребительной авиационной дивизии 1-го смешанного авиационного корпуса 17-й воздушной армии Юго-Западного фронта на самолётах Як-1 и Як-7б. В октябре 1943 года Юго-Западный фронт переименован в 3 Украинский фронт. 10 февраля 1944 года полк переформирован по штату 015/364 (авиационные эскадрильи — 3; боевые самолёты 40 (в звене управления — 4), учебно-тренировочные — 1, самолёты связи — 1), а в марте 1944 года в полк стали поступать истребители Як-9.
В мае 1944 года вместе с 288-й истребительной авиационной дивизией выведен из состава 1-го смешанного авиационного корпуса в подчинение штаба 17-й воздушной армии. 17 августа 1944 года полк получил первые 8 Як-3 и приступил к их освоению. В ноябре 1944 года в боях над Сербией группа лётчиков полка приняла участие в воздушном бою с американскими лётчиками, которые по ошибке приняли самолёты Як-3 полка за фашистские.
15 декабря 1944 года полк сдал 8 Як-3, 18 Як-9 и 1 Як-7У в другие полки дивизии. Лётный состав отправлен в 18-й отдельный учебно-тренировочный авиационный полк 17-й воздушной армии для получения новых Як-3.
С 20 января 1945 года полк вернулся к боевой работе в составе 288-й истребительной авиационной дивизии 17-й воздушной армии 3-го Украинского фронта на самолётах Як-3. День победы полк встретил в Австрии.

### Участие в операциях и битвах

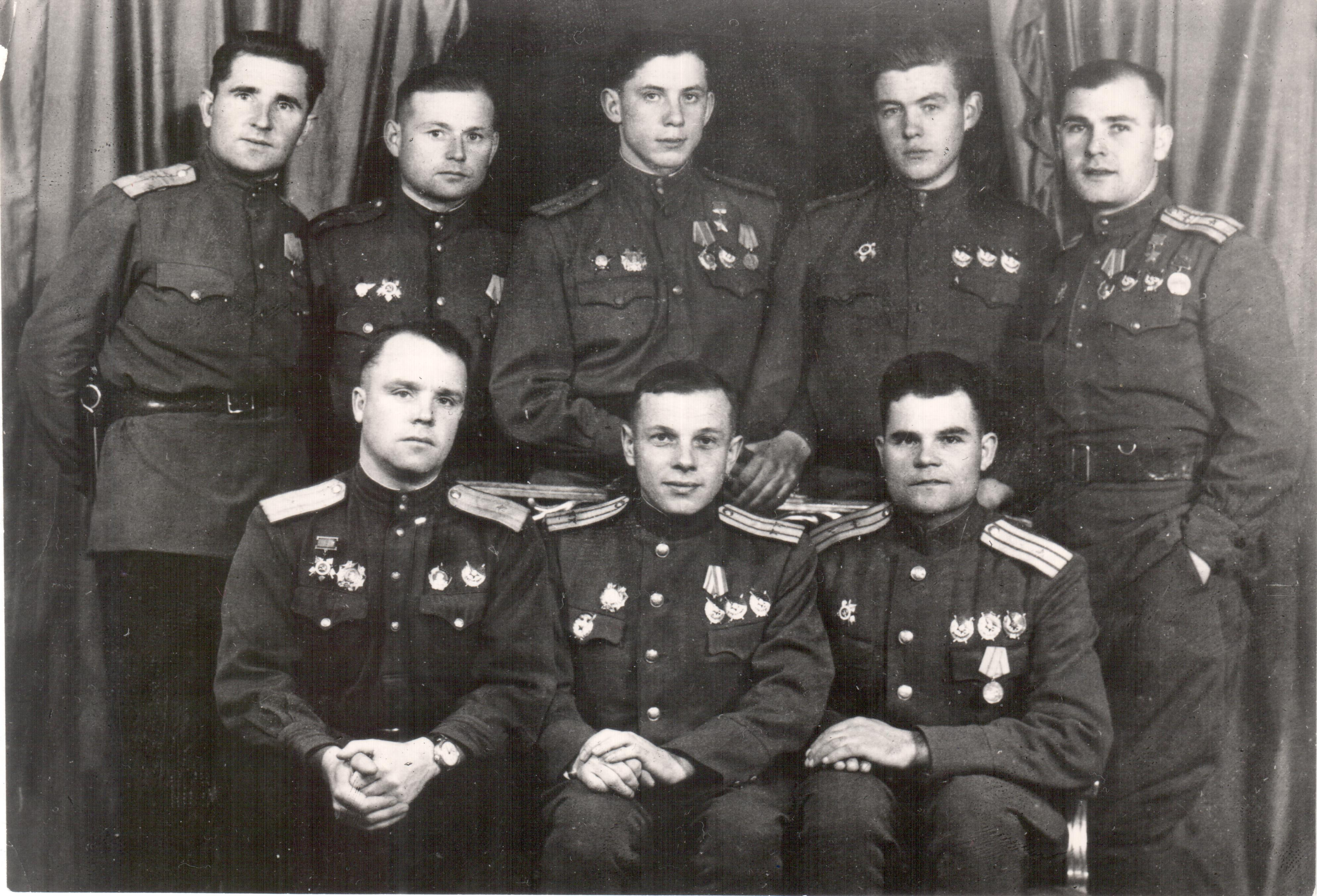
Лучшие лётчики 866-го истребительного авиаполка, 1945 г. Справа во втором ряду Середин Владимир Алексеевич, слева внизу Сырцов Дмитрий Дмитриевич, вверху второй справа Зиновьев Александр Алексеевич, в центре во втором ряду Бондарь Александр Алексеевич

- Воронежско-Ворошиловградская операция — с 28 июня 1942 года по 21 июля 1942 года.
- Сталинградская битва[1] — с 19 ноября 1942 года по 2 февраля 1943 года.
- Среднедонская операция[1] — с 16 декабря 1942 года по 30 декабря 1942 года.
- Ворошиловградская операция «Скачок»[1] — с 29 января 1943 года по 18 февраля 1943 года.
- Курская битва — с 5 июля 1943 года по 12 июля 1943 года.
- Изюм-Барвенковская наступательная операция[1] — с 17 июля 1943 года по 27 июля 1943 года.
- Белгородско-Харьковская операция — с 3 августа 1943 года по 23 августа 1943 года.
- Донбасская операция — с 13 августа 1943 года по 22 сентября 1943 года.
- Запорожская операция[1] — с 10 октября 1943 года по 14 октября 1943 года.
- Днепропетровская операция[1] — с 23 октября 1943 года по 5 ноября 1943 года.
- Никопольско-Криворожская наступательная операция[1] — с 30 января 1944 года по 29 февраля 1944 года.
- Березнеговато-Снигиревская операция — с 6 марта 1944 года по 18 марта 1944 года.
- Одесская наступательная операция[1] — с 23 марта 1944 года по 14 апреля 1944 года.
- Ясско-Кишинёвская операция[1] — с 20 августа 1944 года по 29 августа 1944 года.
- Белградская операция — с 28 сентября 1944 года по 20 октября 1944 года.
- Будапештская операция[1] — с 29 октября 1944 года по 13 февраля 1945 года.
- Балатонская оборонительная операция[1] — с 6 марта 1945 года по 15 марта 1945 года.
- Венская наступательная операция[1] — с 16 марта 1945 года по 15 апреля 1945 года.

### В составе действующей армии
В составе действующей армии полк находился:
- с 4 июня 1942 года по 20 июля 1942 года[2];
- с 28 октября 1942 года по 23 марта 1943 года[2];
- с 31 мая 1943 года по 9 мая 1945 года[2].

### Послевоенный период истории полка

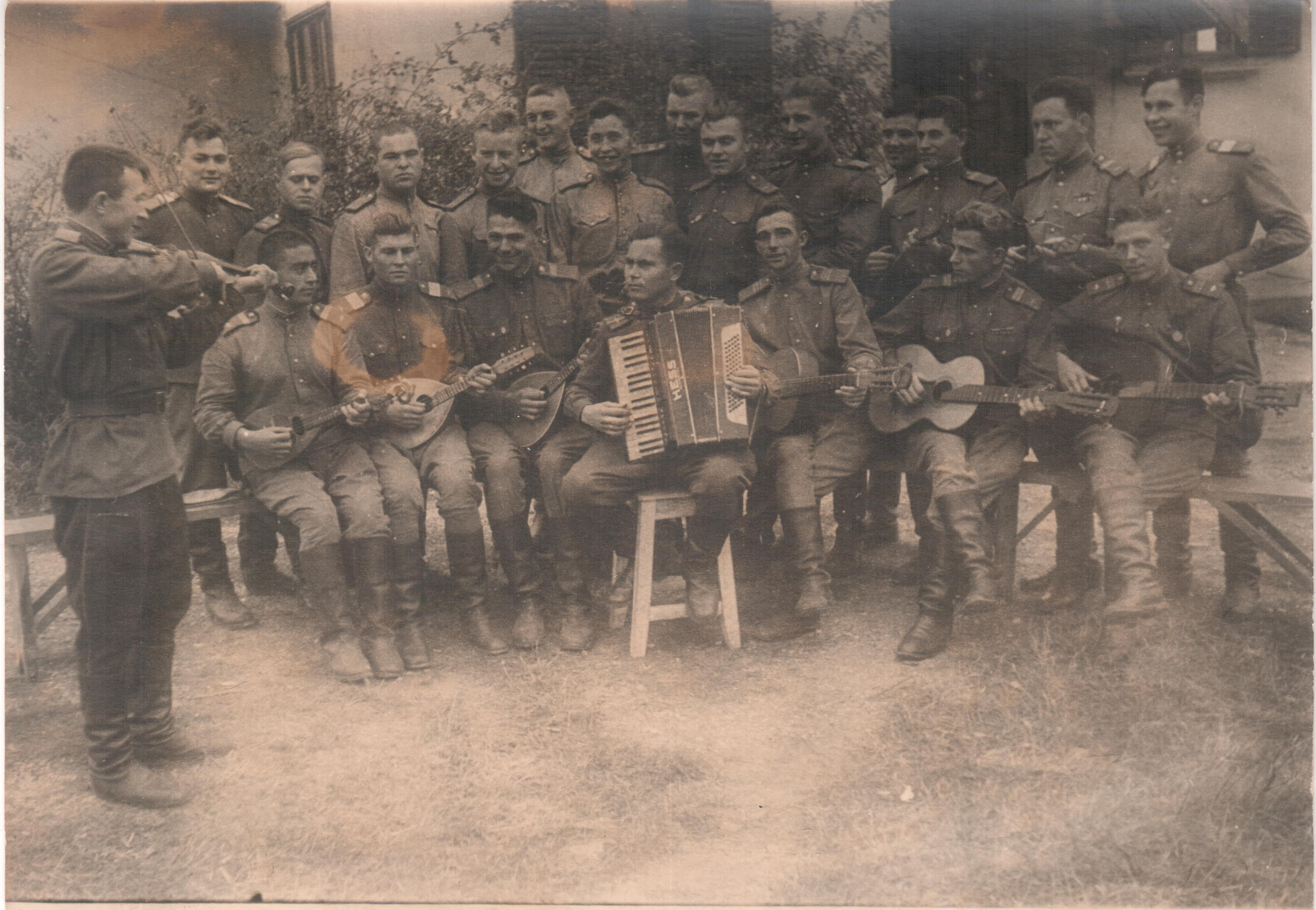
1947г., Румыния, г. Крайова, 3-я эскадрилья

После войны полк в составе 288-й истребительной авиационной дивизии вошёл в состав 3-го гвардейского истребительного авиационного корпуса 17-й воздушной армии Южной группы войск. В октябре 1947 года полк в составе 288-й иад вышел из 3-го гвардейского истребительного авиационного корпуса 17-й воздушной армии Южной группы войск и передислоцировался в СССР, войдя в состав ВВС Киевского военного округа. 18 августа 1960 года полк расформирован в 138-й истребительной авиационной дивизии Киевского военного округа на аэродроме Миргород.

## Командиры полка
- капитан Жидков Пётр Трофимович (погиб)[5], 17.04.1942 — 14.06.1942
- капитан, майор Евсеев Николай Николаевич[5], 14.06.1942 — 23.11.1942
- майор, подполковник Иванов Пётр Михеевич (погиб)[5], 23.11.1942 — 28.11.1943
- майор, Чёрный Илья Фёдорович[5], 28.11.1943 — 05.01.1944
- майор, подполковник Кузин Степан Никифорович[5], 05.01.1944 — 04.12.1944
- подполковник Чугунов Александр Степанович[5], 04.12.1944 — 31.12.1945

## В составе соединений и объединений
| Период        | Фронт (округ)                               | армия                | корпус                                            | дивизия                                             | примечание                                 |
| ------------- | ------------------------------------------- | -------------------- | ------------------------------------------------- | --------------------------------------------------- | ------------------------------------------ |
| 17.04.1942 г. | Приволжский военный округ                   | ВВС округа           |                                                   | 6-й запасной истребительный авиационный полк        | г. Рассказово Тамбовская область, Як-1     |
| 04.06.1942 г. | Брянский фронт                              | 2-я воздушная армия  |                                                   | 207-я истребительная авиационная дивизия            |                                            |
| 21.07.1942 г. | Брянский фронт                              | 2-я воздушная армия  |                                                   | 4-й отдельный учебно-тренировочный авиационный полк |                                            |
| 09.1942 г.    | Приволжский военный округ                   | ВВС округа           |                                                   | 6-й запасной истребительный авиационный полк        | г. Рассказово Тамбовская область           |
| 28.10.1942 г. | Юго-Западный фронт                          | ВВС фронта           | 1-й смешанный авиационный корпус                  | 288-я истребительная авиационная дивизия            |                                            |
| 15.11.1942 г. | Юго-Западный фронт                          | 17-я воздушная армия | 1-й смешанный авиационный корпус                  | 288-я истребительная авиационная дивизия            |                                            |
| 24.03.1943 г. | Резерв Ставки Верховного Главнокомандования |                      | 10-й смешанный авиационный корпус                 | 288-я истребительная авиационная дивизия            |                                            |
| 05.05.1943 г. | Приволжский военный округ                   | ВВС округа           |                                                   | 8-й запасной истребительный авиационный полк        | Багай-Барановка Саратовская область, Як-7б |
| 31.05.1943 г. | Юго-Западный фронт                          | 17-я воздушная армия | 1-й смешанный авиационный корпус                  | 288-я истребительная авиационная дивизия            |                                            |
| 20.10.1943 г. | 3-й Украинский фронт                        | 17-я воздушная армия | 1-й смешанный авиационный корпус                  | 288-я истребительная авиационная дивизия            |                                            |
| 28.05.1944 г. | 3-й Украинский фронт                        | 17-я воздушная армия |                                                   | 288-я истребительная авиационная дивизия            |                                            |
| 09.05.1945 г. | 3-й Украинский фронт                        | 17-я воздушная армия |                                                   | 288-я истребительная авиационная дивизия            |                                            |
| 10.06.1945 г. | Южная группа войск                          | 17-я воздушная армия |                                                   | 288-я истребительная авиационная дивизия            |                                            |
| 05.12.1945 г. | Южная группа войск                          | 17-я воздушная армия | 3-й гвардейский истребительный авиационный корпус | 288-я истребительная авиационная дивизия            |                                            |
| 01.10.1947 г. | Киевский военный округ                      | 17-я воздушная армия |                                                   | 288-я истребительная авиационная дивизия            |                                            |
| 20.02.1949 г. | Киевский военный округ                      | 69-я воздушная армия |                                                   | 138-я истребительная авиационная дивизия            |                                            |
| 11.1952 г.    | Киевский военный округ                      | 69-я воздушная армия |                                                   | 67-я смешанная авиационная дивизия                  |                                            |
| 06.1958 г.    | Киевский военный округ                      | 69-я воздушная армия |                                                   | 138-я истребительная авиационная дивизия            |                                            |
| 18.08.1960 г. | Киевский военный округ                      | 69-я воздушная армия |                                                   | 138-я истребительная авиационная дивизия            | расформирован                              |

## Почётные наименования
За отличие в боях с немецкими захватчиками за овладение городами Измаил и Галац 866-му истребительному авиационному полку 9 сентября 1944 года приказом Верховного Главнокомандующего присвоено почётное наименование «Измаильский».

## Награды
За образцовое выполнение боевых заданий командования в боях с немецкими захватчиками при овладении городами Секешфехервар, Мор, Зирез, Веспрем, Эньинг, Зирез, Веспрем и проявленные при этом доблесть и мужество 866-й истребительный авиационный Измаильский полк Указом Президиума Верховного Совета СССР от 26 апреля 1945 года награждён орденом «Суворова III степени».

## Благодарности Верховного Главнокомандующего
За проявленные образцы мужества и героизма Верховным Главнокомандующим лётчикам полка в составе 288-й иад объявлены благодарности:

| - за освобождение городов Новомосковск, Синельниково, Лозовая и Павлоград. - за прорыв обороны противника южнее Бендер - за овладение городом Галац - за овладение городом Браилов - за освобождение города Белград - за форсирование реки Дунай - за овладение городами Секешфехервар и Бичке - за овладение городом Шопрон - за овладение городом Будапешт - за овладение городами Секешфехервар и Веспрем | - за овладение городами Папа и Девечер - за овладение городами Чорно и Шарвар - за овладение городами Сомбатель, Капувар и Кесег - за овладение городами Вашвар и Керменд - за овладение городом Шопрон - за овладение городом Надьканижа - за овладение Винер-Нойштадтом - за овладение городом Вена - за овладение городом Санкт-Пельтен - за овладение городом Брно |

## Отличившиеся воины
- Колдунов Александр Иванович, капитан, командир эскадрильи 866-го истребительного авиационного полка 288-й истребительной авиационной дивизии 17-й воздушной армии Указом Президиума Верховного Совета СССР от 23 августа 1945 года удостоен звания дважды Герой Советского Союза. Золотая Звезда № 2/84.
- Бурназян Сергей Авдеевич, старший лейтенант командир эскадрильи 866-го истребительного авиационного полка 288-й истребительной авиационной дивизии 17-й воздушной армии Указом Президиума Верховного Совета СССР от 2 августа 1944 года удостоен звания Герой Советского Союза. Посмертно.
- Бондарь Александр Алексеевич, старший лейтенант, заместитель командира эскадрильи 866-го истребительного авиационного полка 288-й истребительной авиационной дивизии 17-й воздушной армии Указом Президиума Верховного Совета СССР от 19 августа 1944 года удостоен звания Герой Советского Союза. Золотая Звезда № 3461.
- Иванов Пётр Михеевич, подполковник, командир 866-го истребительного авиационного полка 288-й истребительной авиационной дивизии 1-го смешанного авиационного корпуса 17-й воздушной армии Указом Президиума Верховного Совета СССР от 26 октября 1944 года удостоен звания Герой Советского Союза. Посмертно.
- Колдунов Александр Иванович, капитан, командир эскадрильи 866-го истребительного авиационного полка 288-й истребительной авиационной дивизии 17-й воздушной армии Указом Президиума Верховного Совета СССР от 2 августа 1944 года удостоен звания Герой Советского Союза. Золотая Звезда № 3464.
- Середин Владимир Алексеевич, капитан, штурман 866-го истребительного авиационного полка 288-й истребительной авиационной дивизии 17-й воздушной армии Указом Президиума Верховного Совета СССР от 19 августа 1944 года удостоен звания Герой Советского Союза. Золотая Звезда № 3466.
- Сурнев Николай Григорьевич, заместитель командира эскадрильи 866-го истребительного Измаильского авиационного полка 288-й истребительной Павлоградско-Венской авиационной дивизии 17-й воздушной армии 3-го Украинского фронта, старший лейтенант, удостоен звания Героя Советского Союза Указом Президиума Верховного Совета СССР от 18 августа 1945 года за образцовое выполнение боевых заданий командования на фронте борьбы с немецко-фашистскими захватчиками и проявленные при этом мужество и героизм. Золотая Звезда № 8655.
- Сырцов Дмитрий Дмитриевич, майор, заместитель командира 866-го истребительного авиационного полка 288-й истребительной авиационной дивизии 17-й воздушной армии Указом Президиума Верховного Совета СССР от 18 августа 1945 года удостоен звания Герой Советского Союза. Золотая Звезда № 8084.
- Чучвага Иван Иванович, капитан, командир эскадрильи 866-го истребительного авиационного полка 288-й истребительной авиационной дивизии 1-го смешанного авиационного корпуса 17-й воздушной армии Указом Президиума Верховного Совета СССР от 24 августа 1943 года за образцовое выполнение боевых заданий командования на фронте борьбы с немецко-фашистскими захватчиками и проявленные при этом мужество и героизм удостоен звания Герой Советского Союза. Посмертно.

## Лётчики-асы полка
Полк воспитал 41 лётчика-аса, сбивших более 5 самолётов противника в воздушных боях.
| Фамилия, имя отчество          | Награды | Сбито самолётов (+ в группе) | Примечание |
| ------------------------------ | ------- | ---------------------------- | --- |
| Колдунов Александр Иванович    |         | 46 + 1                       | Лётчик полка: июнь 1943 — май 1945. Боевых вылетов: 412; воздушных боёв: 96 |
| Сурнев Николай Григорьевич     |         | 23 + 0                       | Лётчик полка: авг. 1943 — май 1945. Боевых вылетов: 261; воздушных боёв: 64. Погиб 5 марта 1952 г. Разбился в авиационной катастрофе.                                                                              |
| Бурназян Сергей Авдеевич       |         | 20 + 2                       | Лётчик полка: окт. 1942 — апр. 1943. Боевых вылетов: 224. Погиб 15 апреля 1943 г. Убит при бомбёжке эшелона во время перебазирования части.                                                                        |
| Бондарь Александр Алексеевич   |         | 19 + 0                       | Лётчик полка: окт. 1942 — май 1945. Боевых вылетов: 328; воздушных боёв: 70. |
| Логвиненко Иван Васильевич     |         | 16 + 0                       | Лётчик полка: нояб. 1944 — май 1945. Боевых вылетов: 379 |
| Сырцов Дмитрий Дмитриевич      |         | 15 + 0                       | Лётчик полка: окт. 1942 — май 19. Боевых вылетов: около 350. Умер 29 ноября 1985 г. |
| Шишов Михаил Иванович          |         | 15 + 0                       | Лётчик полка: июнь 1943 — май 1945. Боевых вылетов: 278; воздушных боёв: 45. |
| Середин Владимир Алексеевич    |         | 14 + 0                       | Лётчик полка: июнь 1942 — фев. 1945. Боевых вылетов: 308; воздушных боёв: 76. Погиб 6 апреля 1945 г. Разбился во время выполнения пилотажа на трофейном спортивном самолёте.                                       |
| Бебин Александр Михайлович     |         | 13 + 0                       | Лётчик полка: дек. 1944 — май 1945. Боевых вылетов: 230; воздушных боёв: 54 |
| Панин Иван Фёдорович           |         | 12 + 0                       | Лётчик полка: июнь 1943 — май 1945. Боевых вылетов: 341; воздушных боёв: 52 |
| Иванов Пётр Михеевич           |         | 11 + 1                       | Лётчик полка: окт. 1942 — нояб. 1943. Боевых вылетов: 299; воздушных боёв: 80. Погиб 28 ноября 1943 г. Сбит в воздушном бою.                                                                                       |
| Дорошенко Александр Дмитриевич |         | 10 + 0                       | Лётчик полка: июнь 1943 — май 1945. Боевых вылетов: 352; воздушных боёв: 57. |
| Кондратенко Тимофей Данилович  |         | 10 + 0                       | Лётчик полка: окт. 1942 — авг. 1943. Умер от ран 25 августа 1943 г. |
| Луговенко Иван Фёдорович       |         | 10 + 0                       | Лётчик полка: окт. 1942 — фев. 1943. Боевых вылетов: 67 [30.01.1943]. Погиб 8 февраля 1943 г. Сбит в воздушном бою.                                                                                                |
| Пациба Иван Сергеевич          |         | 10 + 0                       | Лётчик полка: июнь 1943 — май 1945. Боевых вылетов: 322; воздушных боёв: 59 |
| Шамонов Степан Георгиевич      |         | 9 + 1                        | Лётчик полка: июль 1943 — май 1945. Боевых вылетов: 222; воздушных боёв: 32. |
| Чучвага Иван Иванович          |         | 9 + 1                        | Лётчик полка: окт. 1942 — март 1943. Боевых вылетов: 196; воздушных боёв: 74. Погиб 12 марта 1943 г. Сбит в воздушном бою. Посмертно представлен к званию Героя Советского Союза за 16 сбитых самолётов противника |
| Люльчак Алексей Иустинович     |         | 9 + 0                        | Лётчик полка: май — авг. 1943. Пропал без вести 17 августа 1943 г. Не вернулся с боевого задания. |
| Рабинов Алексей Алексеевич     |         | 9 + 0                        | Лётчик полка: июнь 1943 — май 1945. Боевых вылетов: 233; воздушных боёв: 44 |
| Павленко Иван Прохорович       |         | 8 + 3                        | Лётчик полка: июнь — окт. 1942. Боевых вылетов: 216 |
| Борисов Николай Петрович       |         | 8 + 0                        | Лётчик полка: июнь 1943 — фев. 1944. Боевых вылетов: 162 (14.01.1944 г.). Пропал без вести 4 февраля 1944 г. Не вернулся с боевого задания.                                                                        |
| Чёрный Илья Фёдорович          |         | 8 + 0                        | Лётчик полка: нояб. 1942 — март 1945. Боевых вылетов: 129 [28.08.1944]. Погиб 19 марта 1945 г. Сбит зенитной артиллерией противника.                                                                               |
| Бахматков Евгений Маркович     |         | 9 + 0                        | Лётчик полка: авг. 1943 — май 1945. Боевых вылетов: 220; воздушных боёв: 24 |
| Брызгунов Алексей Прокофьевич  |         | 7 + 0                        | Лётчик полка: май — окт. 1943. Пропал без вести 23 октября 1943 г. Не вернулся с боевого задания. |
| Железнов Николай Николаевич    |         | 7 + 0                        | Лётчик полка: авг. 1943 — май 1945. Боевых вылетов: 219; воздушных боёв: 52 |
| Зиновьев Александр Алексеевич  |         | 7 + 0                        | Лётчик полка: июнь 1943 — май 1945. Боевых вылетов: 227; воздушных боёв: 37. |
| Казаков Владимир Васильевич    |         | 7 + 0                        | Лётчик полка: июнь — окт. 1943. Пропал без вести 1 октября 1943 г. Не вернулся с боевого задания. |
| Тавруев Григорий Тимофеевич    |         | 7 + 0                        | Лётчик полка: нояб. 1942 — март 1943. Боевых вылетов: 49; воздушных боёв: 14. Пропал без вести 12 марта 1943 г. Не вернулся с боевого задания.                                                                     |
| Гой Степан Антонович           |         | 6 + 1                        | Лётчик полка: окт. 1942—1943. Погиб 20 июля 1944 г. Разбился в авиационной катастрофе. |
| Жило Александр Сергеевич       |         | 6 + 1                        | Лётчик полка: июнь — июль 1942. Боевых вылетов: 240; воздушных боёв: 28 |
| Аветисян Сурен Арменакович     |         | 6 + 0                        | Лётчик полка: июнь — нояб. 1943. Пропал без вести 6 ноября 1943 г. Не вернулся с боевого задания. |
| Бесчастный Виктор Николаевич   |         | 6 + 0                        | Лётчик полка: с окт. 1942. |
| Давыдов Николай Иванович       |         | 6 + 0                        | Лётчик полка: июнь — ноябрь 1943. Погиб 4 января 1944 г. Разбился в авиационной катастрофе. |
| Панов Николай Алексеевич       |         | 6 + 0                        | Лётчик полка: окт. 1942 — март 1943. Пропал без вести 18 марта 1943 г. Не вернулся с боевого задания. |
| Пантюхин Георгий Кузьмич       |         | 6 + 0                        | Лётчик полка: . Боевых вылетов: более 300. |
| Кузин Степан Никифорович       |         | 5 + 5                        | Лётчик полка: дек. 1943 — нояб. 1944. Советско-японский конфликт на р. Халхин-Гол (1939), сбитых самолётов: 1 + 3. Боевых вылетов: 190                                                                             |
| Белоус Александр Алексеевич    |         | 5 + 0                        | Лётчик полка: окт. 1942 — март 1944. Боевых вылетов: 218; воздушных боёв: 30 |
| Власов Павел Васильевич        |         | 5 + 0                        | Лётчик полка: июнь — окт. 1943. Боевых вылетов: 106 [30.07.1943]. Погиб 13 октября 1943 г. Разбился в авиационной катастрофе.                                                                                      |
| Дмитриев Фёдор Васильевич      |         | 5 + 0                        | Лётчик полка: июнь — сент. 1943. Боевых вылетов: 143; воздушных боёв: 18. Один самолёт противника сбит таранным ударом.                                                                                            |
| Кишканов Михаил Ильич          |         | 5 + 0                        | Лётчик полка: окт. 1942 — март 1943. Боевых вылетов: 55 [02.02.1943]. Пропал без вести 10 марта 1943 г. Не вернулся с боевого задания.                                                                             |
| Чугунов Александр Степанович   |         | 5 + 0                        | Лётчик полка: март — май 1945. Боевых вылетов: 176; воздушных боёв: 42. |

## Итоги боевой деятельности полка
По своей результативности полк занимает 14-е место среди полков истребительной авиации. Всего за годы Великой Отечественной войны полком:
| Выполнено боевых вылетов | Сбито самолётов в воздухе | Уничтожено самолётов всего |
| ------------------------ | ------------------------- | -------------------------- |
| 9272                     | 440                       | 463                        |

Свои потери:
| Потеряно самолётов, всего | Погибло лётчиков всего |
| ------------------------- | ---------------------- |
| 129                       | 72                     |

## Самолёты на вооружении
| Период                  | Самолёты           | Фото   | Период                  | Самолёты | Фото   |
| ----------------------- | ------------------ | ------ | ----------------------- | -------- | ------ |
| 17.04.1942 — 15.12.1944 | Як-1, Як-1б        | И-26   | 05.05.1943 — 15.12.1944 | Як-7б    | Як-7   |
| 03.1944 — 15.12.1944    | Як-9, Як-9Д, Як-9Т | Як-9   | 17.08.1944 — 1951       | Як-3     | Як-3   |
| 1951 — 1954             | МиГ-15             | МиГ-15 | 1954 — 1960             | МиГ-17   | МиГ-17 |

## Базирование
| Период            | Аэродром                 |
| ----------------- | ------------------------ |
| 04.1945 — 07.1945 | Мюнхендорф, Австрия      |
| 07.1945 — 10.1947 | Стара-Загора, Болгария   |
| 10.1947 — 11.1952 | Миргород, Украинская ССР |
| 11.1952 — 06.1958 | Тимишоара, Румыния       |
| 06.1958 — 08.1960 | Миргород, Украинская ССР |

## Полковая песня
Не забыть нам дорог фронтовых,
По которым сквозь годы войны
Мы, теряя друзей боевых,
Шли вперёд по приказу страны.
Бурназян и Чучвага вели
Эскадрильи на штурм мессеров.
Их отвага и храбрость могли
Вдохновлять безо всяких слов.
Припев:
Дорожка фронтовая, песня боевая
Про геройский Измаильский полк.
Если Сталин скажет и страна прикажет,
То сумеем выполнить свой долг.

## Память
9 мая 2015 года в Нише (Сербия) был открыт памятник советским воинам, погибшим во время атаки американской авиации. Монумент представляет собой арочную конструкцию из красного гранита весом 38 тонн с двумя колоннами, барельефом и колоколом.